# Paramonovo (Oblast Moskou)
Paramonovo (Russisch: Парамо́ново) is een plaats in het district Dmitrovski in de oblast Moskou, Rusland. De plaats ligt 80 kilometer ten westen van de hoofdstad Moskou.

## Wintersportoord
De plaats is vooral bekend als wintersportoord, het kent faciliteiten voor de skisporten en herbergt sinds maart 2008 een bobslee-, rodel- en skeletonbaan. In februari van het rodelseizoen 2010/11 vindt hier voor het eerst een wereldbekerwedstrijd plaats.